# 巴爾馬峰
46°08′16″N 8°04′33″E / 46.13778°N 8.07583°E
巴爾馬峰（Balmahorn），是瑞士的山峰，位於該國南部，由瓦萊州負責管轄，屬於本寧阿爾卑斯山脈的一部分，海拔高度2,870米，每年平均降雨量2,221毫米。

## 外部連結
- Balmahorn on Hikr （页面存档备份，存于）